# Всё дело в воде
«Всё дело в воде» (англ. It's in the water) — комедия 1997 года режиссёра Келли Хёрд.

## Сюжет
Алекс (Кэри Джо Чэпмен) несчастна в своём браке с нудным Робертом (Мэтью Томпкинс). Вдобавок у неё чрезвычайно заботливая и предубеждённая мать (Барбара Лэсетер), которая её чрезмерно опекает и постоянно критикует. Женский клуб, в котором состоят все женщины городка, решает оказать благотворительную помощь хоспису для больных СПИДом. Там Алекс встречает Грейс (Тереза Гаррет), свою подругу по школе, которая работает медсестрой. 
Тем временем по городу распространяется слух, что местная вода, добываемая из источников, делает из людей гомосексуалистов. Начинается паника, люди отказываются пользоваться местной водой, закупают её в магазинах. У здания хосписа начинаются выступления возмущённых жителей, которые считают, что все больные СПИДом - гомосексуалисты и требуют убрать их из города.
Алекс сближается с Грейс, и та признаётся ей, что развелась с мужем из-за того, что у неё был роман с женщиной. Это шокирует Алекс. Пытаясь понять подругу, она покупает в магазине самые известные фильмы по лесбийской тематике и дома просматривает их. Возмущённая протестами против хосписа, она выходит из женского клуба, чем вызывает недовольство своей матери. Но Алекс уверена в себе, она идёт на работу в хоспис.
Сложные события последнего времени заставляют Алекс на многие вещи взглянуть по-новому. Понимая, что с мужем у неё нет никакого взаимопонимания, она обнаруживает в себе сильное влечение к Грейс. Совместная работа помогает сближению. По городу распространяется слух, что Алекс лесбиянка. Её мать в ужасе.
Но ничто не может помешать Алекс быть самой собой.

## В ролях
| В ролях         |  | Персонаж           |
| --------------- |  | ------------------ |
| Кэри Джо Чэпмен |  | Алекс              |
| Тереза Гаррет   |  | Грейс              |
| Мэтью Томпкинс  |  | Роберт             |
| Барбара Лэсетер |  | Мать Алекс         |
| Джон Эддингтон  |  | Преподобный Дэниел |
| Шони Филдинг    |  | Дайана Дэвис       |

## Награды
Фильм получил следующие награды:
| Награды                                                | Награды | Награды                   | Награды                     | Награды    |
| ------------------------------------------------------ | ------- | ------------------------- | --------------------------- | ---------- |
| Фестиваль / Премия                                     | Год     | Награда                   | Категория                   | Победитель |
| Philadelphia International Gay & Lesbian Film Festival | 1997    | Приз зрительских симпатий | Лучший художественный фильм | Келли Хёрд |